# Gina Tricot

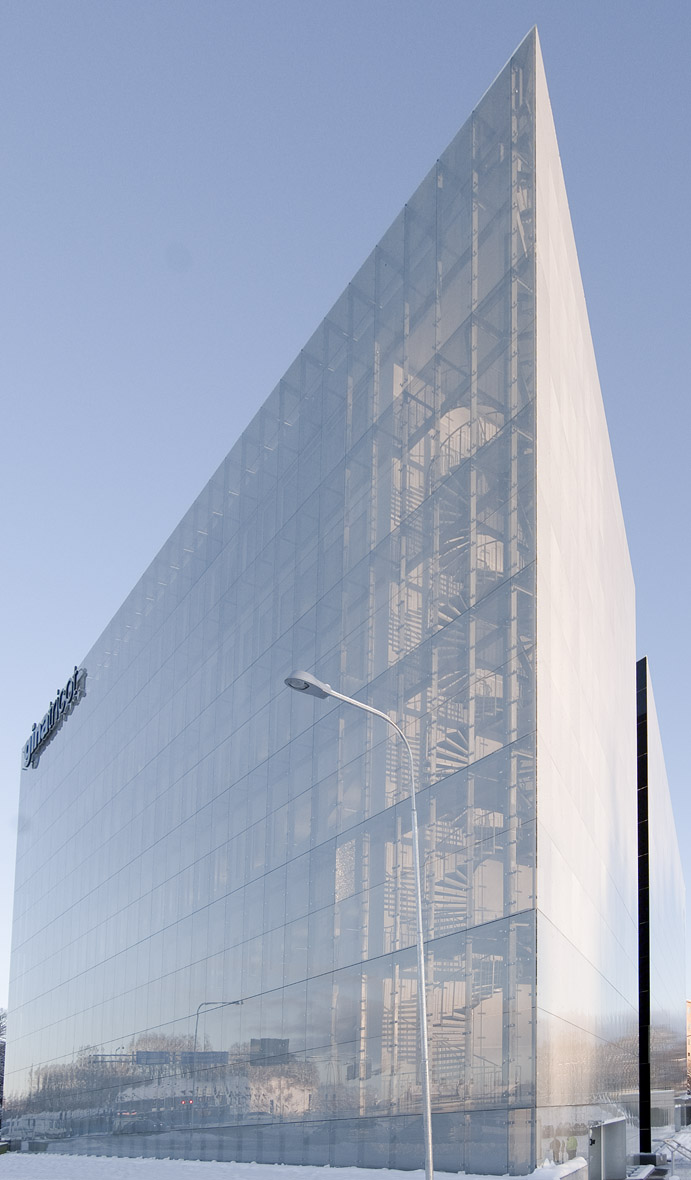
Zentrale des Unternehmens in Borås (Schweden)

Gina Tricot Group AB ist ein schwedisches Textilhandelsunternehmen, das vor allem auf Damenoberbekleidung spezialisiert ist. Der Sitz der überwiegend in Skandinavien aktiven Fast-Fashion-Handelskette befindet sich in Borås. Zwischen 2010 und 2020 betrieb Gina Tricot eigene Filialen in Deutschland. Das 1997 gegründete Unternehmen wuchs vor allem in den 2000er-Jahren schnell, in den 2010er-Jahren waren die Umsätze rückläufig.

## Geschichte
Gina Tricot wurde 1997 vom Ehepaar Jörgen und Annette Appelqvist gegründet. Beide hatten Erfahrungen im Textilhandel. In den nächsten Jahren expandierte das Handelsunternehmen schnell, zunächst über Franchisenehmer, dann vor allem mit eigenen Filialen. Ab 2007 war Gina Tricot auch in Norwegen aktiv, später dann auch in Finnland und Dänemark. Im Oktober 2010 eröffnete Gina Tricot die ersten Ladengeschäfte in Deutschland, in Köln und Düsseldorf. Zu diesem Zeitpunkt war Gina Tricot mehrheitlich ein Familienunternehmen der Appelqvists mit etwa 160 Filialen, 2000 Mitarbeitenden und einem Nettoumsatz von 250 Mio. Euro.
Bis 2011 wurden insgesamt zehn Filialen in Deutschland eröffnet, danach stockte die Expansion. Die Umsätze gingen leicht zurück, 2013 waren es nur noch 220 Mio. Euro. Im Juni 2014 zog sich die Familie Appelqvist aus dem operativen Geschäft zurück, neuer Mehrheitseigner wurde die Investmentgesellschaft Nordic Capital. Der neue CEO Göran Bille versuchte, die Kette wirtschaftlicher zu machen und den Onlinehandel auszubauen. Anfang 2016 trat er zurück.
Im März 2020 übernahm Ted Boman die Unternehmensführung. Die deutsche Tochtergesellschaft von Gina Tricot erklärte im Juni 2020 ihre Insolvenz, die neun Filialen in Deutschland wurden geschlossen. Grund dafür soll neben den zurückgegangenen Umsätzen die COVID-19-Pandemie gewesen sein. Seine Waren vertreibt Gina Tricot seitdem in Deutschland nur noch über den Internetshop und Handelspartner, in Skandinavien gibt es weiter eigene Filialen. Ende 2020 übernahm Frankenius Equity, das seit 2014 auch an Gina Tricot beteiligt war, die Anteile von Nordic Capital.
Seit 2023 ist Gina Tricot über Franchising auch in Island aktiv. Das Unternehmen konnte seine Umsätze steigern und in diesem Jahr seit langem wieder einen Gewinn erwirtschaften. 2024 wurde Gina Tricot wegen einer Werbekampagne mit Bianca Ingrosso des Greenwashings beschuldigt. Das Unternehmen hatte damit geworben, einen eigenen Wald anzulegen, tatsächlich aber nur wenige Bäume eines Pflanzprojekts finanziert.

## Warenangebot und Standorte
Die Kette warb in der Anfangszeit in Deutschland mit wöchentlich neuen Kollektionen, das Sortiment war mit dem von H&M oder Forever 21 vergleichbar. Neben Damenbekleidung werden auch Accessoires verkauft. Knapp ein Drittel der Artikel bezog das Unternehmen 2023 aus Bangladesch, weitere wichtige Produktionsländer waren die Türkei (27 %) und die VR China (18 %).
Gina Tricot betrieb 2023 insgesamt 145 Läden, davon in 79 in Schweden, 34 in Norwegen, 19 in Finnland und 14 in Dänemark. In 26 weiteren europäischen Ländern war das Unternehmen über den Onlinehandel, den Großhandel und Franchising vertreten.